# Owenismo

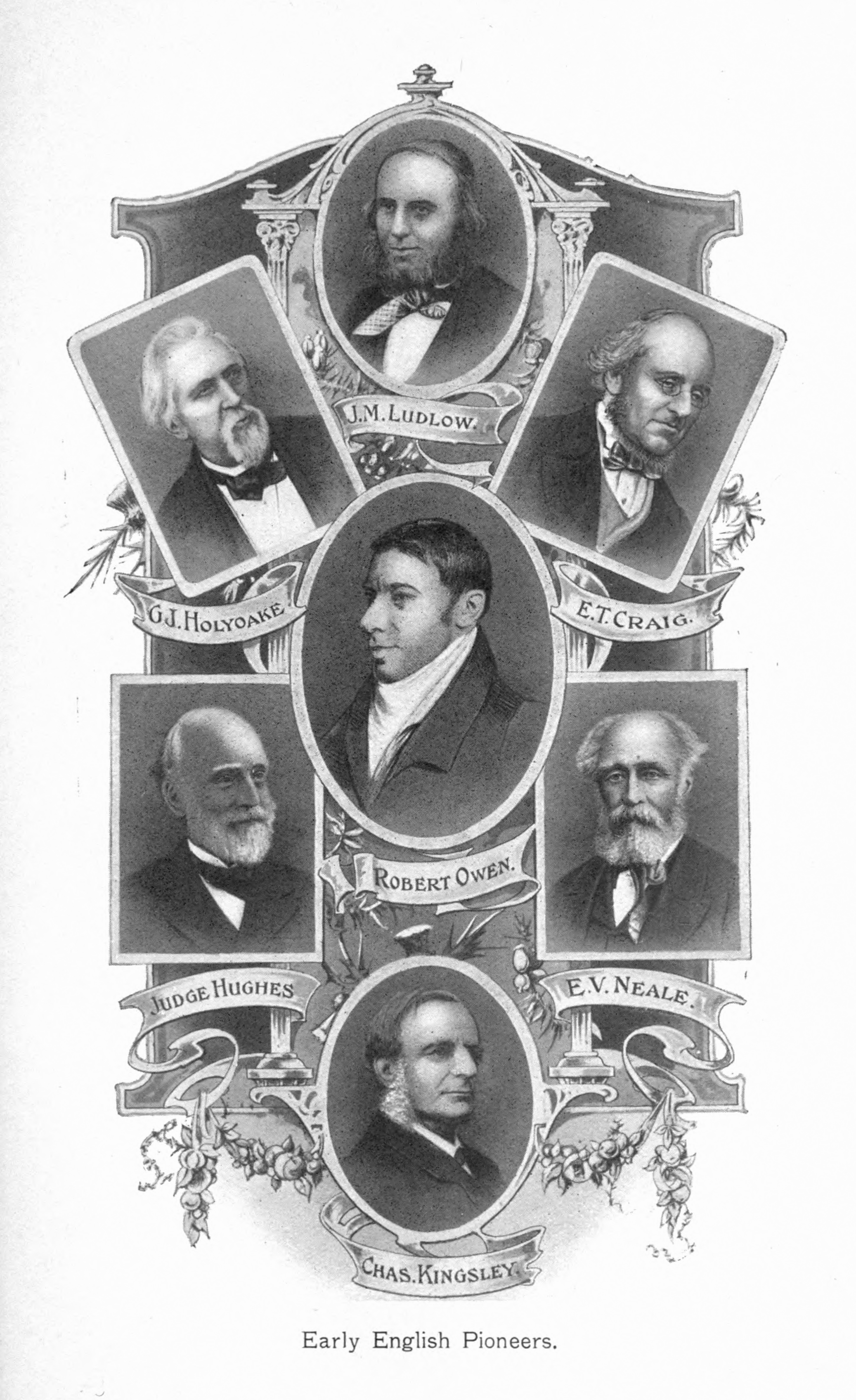
Ilustraciones de siete de los primeros pioneros cooperativos ingleses, a saber, John Malcolm Forbes Ludlow, George Holyoake, Edward Thomas Craig, Robert Owen, Thomas Hughes, Edward Vansittart Neale y Charles Kingsley.

Owenismo es una corriente del socialismo basada en las ideas de Robert Owen que se desarrolló en Gran Bretaña y en Estados Unidos entre 1820 y 1870, y cuya influencia se extendió fuera del ámbito anglosajón —Cabet, Proudhon, Weitling, sansimonianos etc.—. Se caracterizó por el reformismo y por su oposición a la idea de la lucha de clases, dos principios que marcaron la historia del socialismo inglés, como recordó Sidney Webb en el Congreso del Partido Laborista de 1923: «Debemos recordar que el fundador del socialismo inglés no fue Karl Marx sino Robert Owen, y que Robert Owen no predicaba la lucha de clases, sino la doctrina de la fraternidad humana».

## Historia

### El socialismo reformista y cooperativista de Robert Owen
Para alcanzar el «nuevo mundo moral» que debía sustituir a la sociedad capitalista, Owen rechazaba la revolución y la lucha de clases y propugnaba la vía reformista e interclasista, porque confiaba en que los datos «científicos» de la razón serían suficientes para convencer a las clases altas para que hicieran concesiones a los trabajadores y alumbrar así la «nueva sociedad». Él mismo aplicó este principio en su fábrica de New Lanark mediante la mejora de las condiciones de vida y de trabajo de los obreros que allí trabajaban, ya que «la prosperidad real de la población» se mide «con exactitud en cada momento por el nivel de los salarios y la extensión del bienestar que la clase productora puede obtener a cambio de su trabajo» y «cuando la ignorancia, el exceso de trabajo y los bajos salarios se combinan, no sólo el trabajador se encuentra en una condición miserable sino que las mismas clases superiores son ofendidas».
Robert Owen estaba totalmente convencido del mesmerismo. Atribuye al capitalismo el diseño deficiente del hombre y la inhibición natural que tiene. Le atribuye al capitalismo corrupto la creación de un hombre corrupto. Es por lo que se debe escapar de la influencia que ejerce el capitalismo sobre la educación del hombre. La manera de conseguirlo es la reorganización de la sociedad según el modelo y los rasgos característicos de la Naturaleza. Esta reorganización exige el acceso de los hombres pobres a la Ciencia y por lo tanto a la Cuba de Mesmer. Mediante ésta las personas y el cosmos estarían vinculados armónicamente eliminando la alienación. Con ayuda del mesmerismo se reuniría al hombre bajo una ciencia que se centra en la vida y no en los mecanismos sociales que el capitalismo había convertido en máquinas. El mesmerismo exigiría dignidad, comunidad y democracía. Owen mostraba que el ser humano podía tomar parte en ello si se dispone de ganas de entrenar y un mínimo de talento.
Siguiendo los postulados de la teoría del valor-trabajo, consideraba al trabajo como la fuente «de toda la riqueza nacional», que si estaba «bien dirigido» podía «producir una cantidad superior a las necesidades esenciales de la humanidad», y también como «la medida natural del valor», principio que debía ponerse en práctica inmediatamente. Así se debían limitar los beneficios y los intereses de los capitales, sustituir la competencia por un intercambio equitativo de los productos en los «almacenes de trabajo», y unir la producción agrícola y manufacturera en aldeas comunitarias de unas 1.200 personas —como en las «colonias» owenianas de New Harmony (Estados Unidos, 1825) o de Harmony Hall (Gran Bretaña, 1840)—. Asimismo debían potenciarse los sindicatos obreros, cuya función no se limitaría a la lucha por la mejora de las condiciones laborales, sino que constituirían el fundamento de la «nueva sociedad» mediante la formación de cooperativas. Así lo expuso en el «llamamiento a la población del mundo» de 1836:

Hombres laboriosos, productores de la riqueza, del saber y de todo lo que realmente es valioso en la sociedad, unid hoy vuestras fuerzas para crear una forma nueva y justa de existencia humana, una situación en la que no habrá más rivalidad que la de producir la mayor felicidad duradera para la raza humana; tenéis en vuestras manos todos los elementos necesarios para realizar tal cambio…

### El owenismo en Gran Bretaña

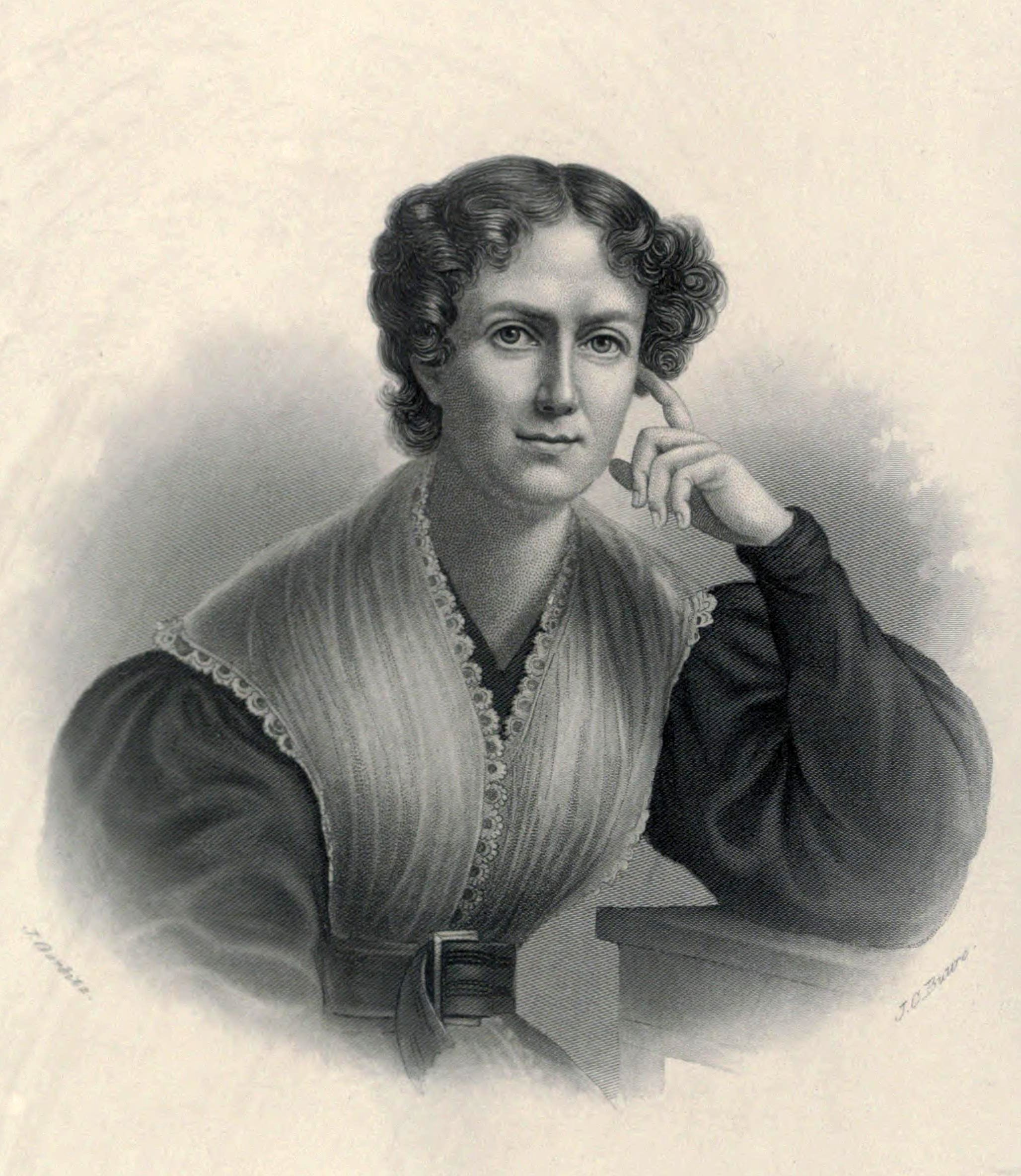
Frances Wright, fundadora de la comunidad de Nashoba (Tennessee, Estados Unidos), dedicada a acoger a los esclavos liberados e inspirada en la colonia de New Harmony de Owen.

A pesar del fracaso de la colonia socialista de New Harmony, Robert Owen tras su vuelta de Estados Unidos en 1828 se convirtió en la figura central del incipiente movimiento obrero británico, en su guía, alcanzando también su influencia a determinados medios burgueses radicales. Muchos obreros pusieron entonces en marcha experiencias cooperativas, mientras que algunos teóricos difundieron sus postulados.

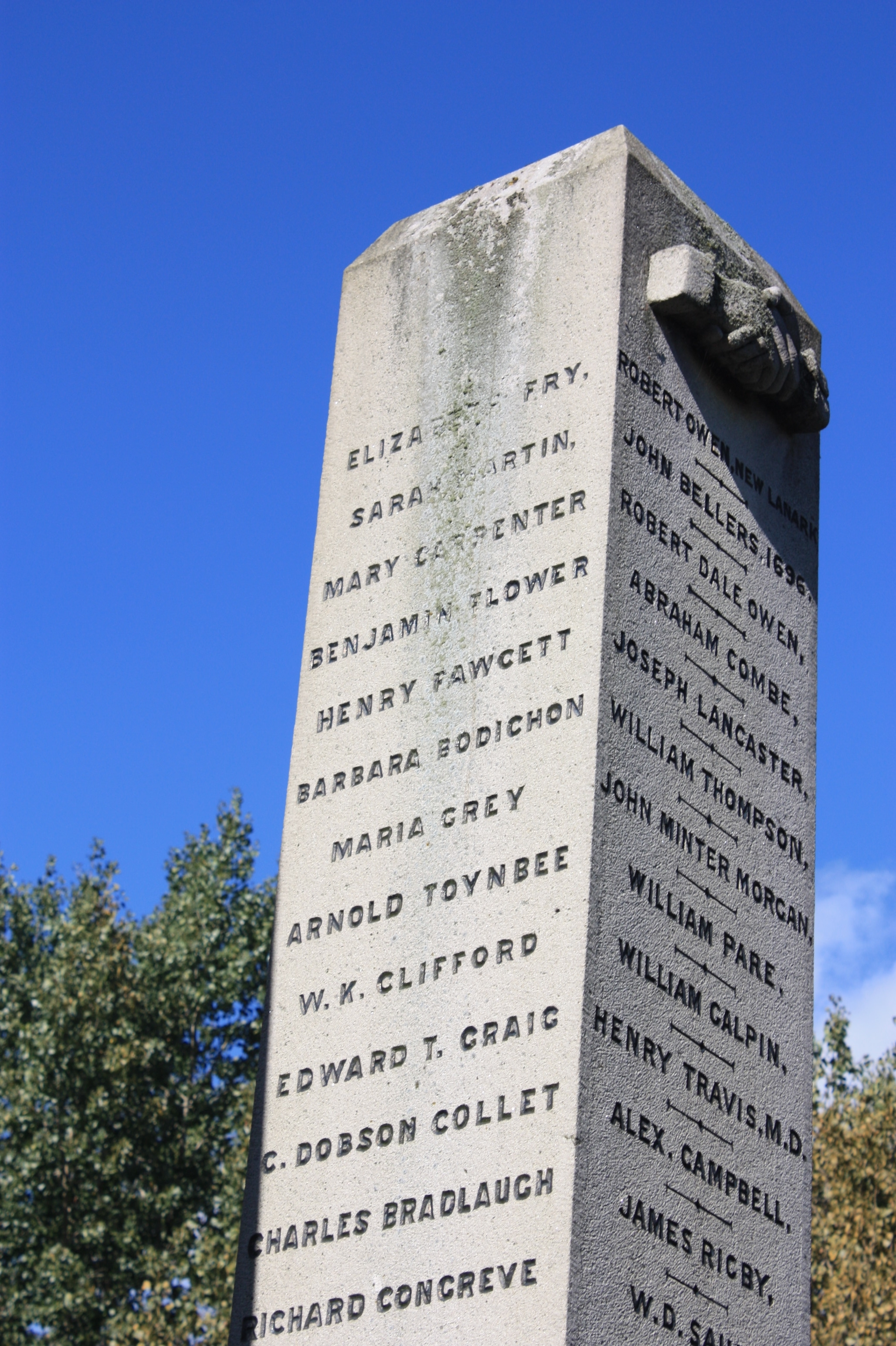
Reformer's Memorial en el cementerio Kensal Green de Londres, en el que aparecen destacados owenistas, además del propio Robert Owen, como Abram Combe, John Minter Morgan o Frances Wright.

Entre los seguidores más destacados de Owen se encuentran George Mudie, Abram Combe y John Minter Morgan. El escocés George Mudie publicó entre 1821 y 1822 el periódico The Economist con la finalidad de propagar las ideas de Owen en los medios obreros, lográndolo sobre todo entre los artesanos y obreros cualificados —y singularmente entre los tipógrafos de Londres—. Por iniciativa suya se puso en marcha en 1821 la primera cooperativa owenista con el nombre de Economic and Co-operative Society, con la finalidad de crear una «Aldea de Unidad y Cooperación Mutua» que realizaría actividades agrícolas, manufactureras y comerciales. La experiencia, sin embargo, duró muy poco tiempo.
El caso del también escocés Abram Combe fue diferente pues se trataba de un empresario que poseía una manufactura de cueros y que se había convertido al owenismo tras una visita a New Lanark, donde Owen había empezado a aplicar su nueva forma de organización industrial. Junto con otro escocés, A.J. Hamilton, fundó en Edimburgo un almacén cooperativo, que sólo duró un año, pero eso no le desengañó y poco después se lanzó a la experiencia de la colonia de Orbiston en la que aplicó los principios del «socialismo cooperativista» de Owen, en los mismos años en que éste estaba poniendo en marcha en Estados Unidos su proyecto de New Harmony. Sin embargo, la colonia fue un fracaso y Combe murió arruinado.
El socialista cristiano John Minter Morgan publicó en 1827 el libro La rebelión de las abejas, una parábola que le servía para explicar las ideas de Owen: unas abejas se ven invadidas por el egoísmo lo que les conduce a la división y a todo tipo de penalidades; entonces aparece una abeja sabia (trasunto del propio Owen) que consigue que recuperen la vida comunitaria y vuelva la felicidad. La obra fue muy leída en los medios obreros.
Un papel más relevante en la difusión del owenismo lo desempeñó John Doherty, ya que como líder del primer gran sindicato moderno británico fundado en 1829, la Gran Unión de los Obreros Hiladores del Reino Unido, fue clave en la aceptación por parte del movimiento obrero de las teorías cooperativistas, que hasta entonces sólo eran seguidas por los círculos de iniciados owenistas. Así nace en 1829 la Asociación Británica para la Promoción de la Ciencia Cooperativa (British Association for the Promotion of Co-operative Knowledge) y en 1832 ya se contabilizan unas 500 sociedades cooperativas de distribución y de producción, estas últimas vinculadas estrechamente a las organizaciones obreras (Trade-Unions).
Para impulsar el movimiento cooperativo Owen pone en marcha en 1832 la National Equitable Labour Exchange (Bolsa Nacional de Cambio Equitativo del Trabajo), con sede en Londres —se creará otra en Birmingham— en la que las cooperativas podrían vender sus productos recibiendo a cambio unos billetes de trabajo (labour notes) que sustituirían al dinero —el valor de los productos se calculaba por el número de horas de trabajo que «contenían», en aplicación de la teoría del valor-trabajo—. Al principio funcionó muy bien, y los billetes de trabajo incluso fueron aceptados por comerciantes privados, pero al poco tiempo se produjo un desajuste entre la oferta y la demanda —sobraban unos productos y faltaban otros, especialmente tejidos y alimentación, sectores en los que no se había extendido el movimiento cooperativo, circunscrito casi exclusivamente a la producción artesanal en talleres—. Esto provocó un déficit que Owen tuvo que sufragar recurriendo a su fortuna personal.

He aquí un breve esbozo de los cambios que se preparan y que surgirán bruscamente en nuestra sociedad, como un ladrón en la noche… No habrá derramamiento de sangre, ni violencia, ni injusticias… Se tomarán medidas en el terreno nacional para hacer participar a todas las clases trabajadoras en el gran movimiento conjunto y cada sector será tenido al corriente de las actividades de otros sectores; la competencia individual no intervendrá más; toda las fábricas serán administradas por compañías nacionales… Todas las corporaciones se asociarán en logias que formarán un conjunto suficiente para asegurar la buena marcha del negocio…

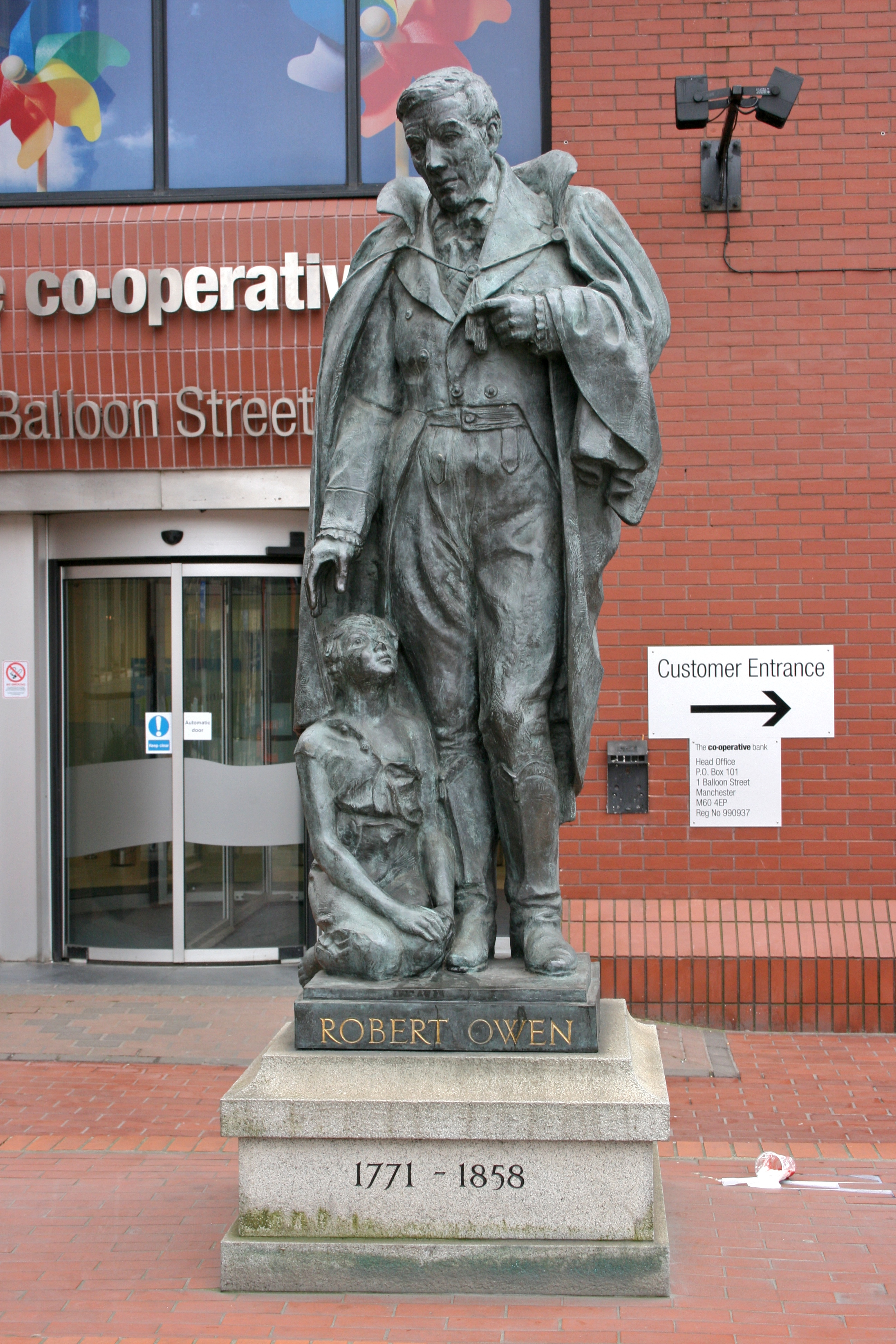
Estatua de Robert Owen frente a la oficina central del Co-operative Bank en Manchester.

Así al año siguiente nació la Grand National Consolidated Trades Union (GNCTU, Gran Unión Consolidada de los Oficios) que recibe un apoyo entusiasta y al poco tiempo alcanza el medio millón de afiliados, que se integran en las «logias» (secciones locales) tras prestar un juramento de lealtad, según un rito inspirado en la francmasonería. Sin embargo, la GNCTU tiene que hacer frente a una encarnizada resistencia de los patronos que recurren al lock-out y al «documento» —obligan a los obreros que quieren ser contratados a firmar un «documento» en el que juran que ni pertenecen ni pertenecerán a ninguna trade union—. El gobierno liberal apoya a los patronos e inicia por su parte una dura represión, justificándola por la amenaza a la propiedad de las «clases bajas», y cuyo episodio más conocido fue la deportación de seis jornaleros de Dorchester, los mártires de Tolpuddle. Todo ello, unido a las disensiones internas y a la falta de fondos para mantener las huelgas, conduce a la disolución de la GNCTU en agosto de 1834. «El esfuerzo no duró más que algunos meses, pero dejó huellas inolvidables. […] Por primera vez, Gran Bretaña conoció un movimiento obrero de masas con objetivos socializantes».
Por su parte Owen, tras el fracaso de la GNCTU, se retiró del movimiento obrero y en 1835 inició la última etapa de su vida —tenía entonces 64 años— que dedicó a anunciar un «Nuevo Mundo Moral» (New Moral World). En el último número de su periódico The Crisis en el que anunciaba que iba a dar paso a uno nuevo titulado precisamente New Moral World proclamó:

Está cercano el momento en que el maldito sistema del Viejo Mundo de ignorancia, de pobreza, de opresión, de crueldad, de crimen y de miseria, desaparecerá. Hombres de todas las naciones y todos los colores, regocijaos con nosotros de este gran acontecimiento que muy pronto va a ocurrir; están cercanos los tiempos en que la humanidad se verá liberada de todas sus debilidades y locuras. No os duela que desaparezca The Crisis, porque no muere más que para ser reemplazado por el New Moral World en el que reinarán para siempre la verdad, el trabajo y la ciencia.

Durante ese tiempo la propaganda owenista se incrementó. El diario New Moral World, que se editó hasta 1845, era leído por varias decenas de miles de personas y el semanario Weekly Dispatch alcanzó una tirada de 40.000 ejemplares en 1840. La Association of All Classes of All Nations (AACAN) llegó a contar con 70.000 miembros, y entre 1839 y 1841 se distribuyeron un promedio de dos millones y medio de Octavillas populares u Octavillas sociales al año y se pronunciaronn cerca de 1.500 conferencias.

## La colonias owenistas

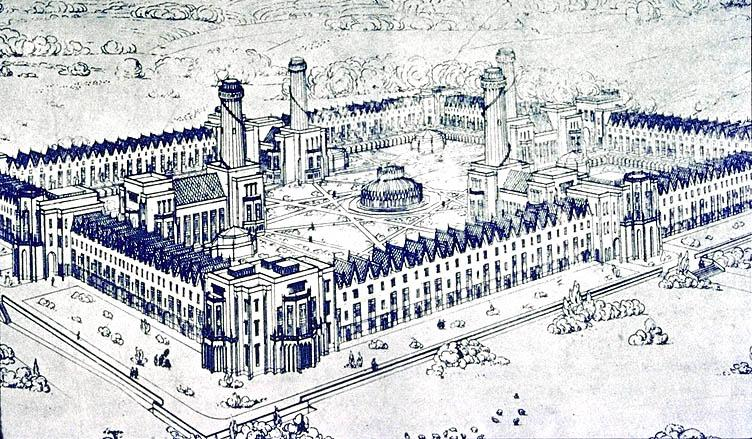
Diseño de la colonia de New Harmony (Indiana, Estados Unidos.

A pesar del fracaso de la experiencia de New Harmony, se fundaron comunidades similares en Estados Unidos y en Gran Bretaña. En los primeros se han documentado hasta dieciséis —algunas de ellas impulsadas por el hijo de Owen, Robert Dale Owen—, y en la segunda siete —patrocinadas en algunos casos por la Home Colonisation Society— entre las que destacaron la colonia de Orbiston, en Lanarkshire (1825-1827), contemporánea de New Harmony; la de Ralahine en Irlanda (1831-1833); y la de Queenwood en Hampshire (1839-1845), impregnada también de influencias milenaristas. Owen en persona impulsó en los años 1840 la cooperativa de los Pioneros de Rochdale que suele considerarse como la fundadora del movimiento cooperativista británico.